# Josep Maria Bartomeu

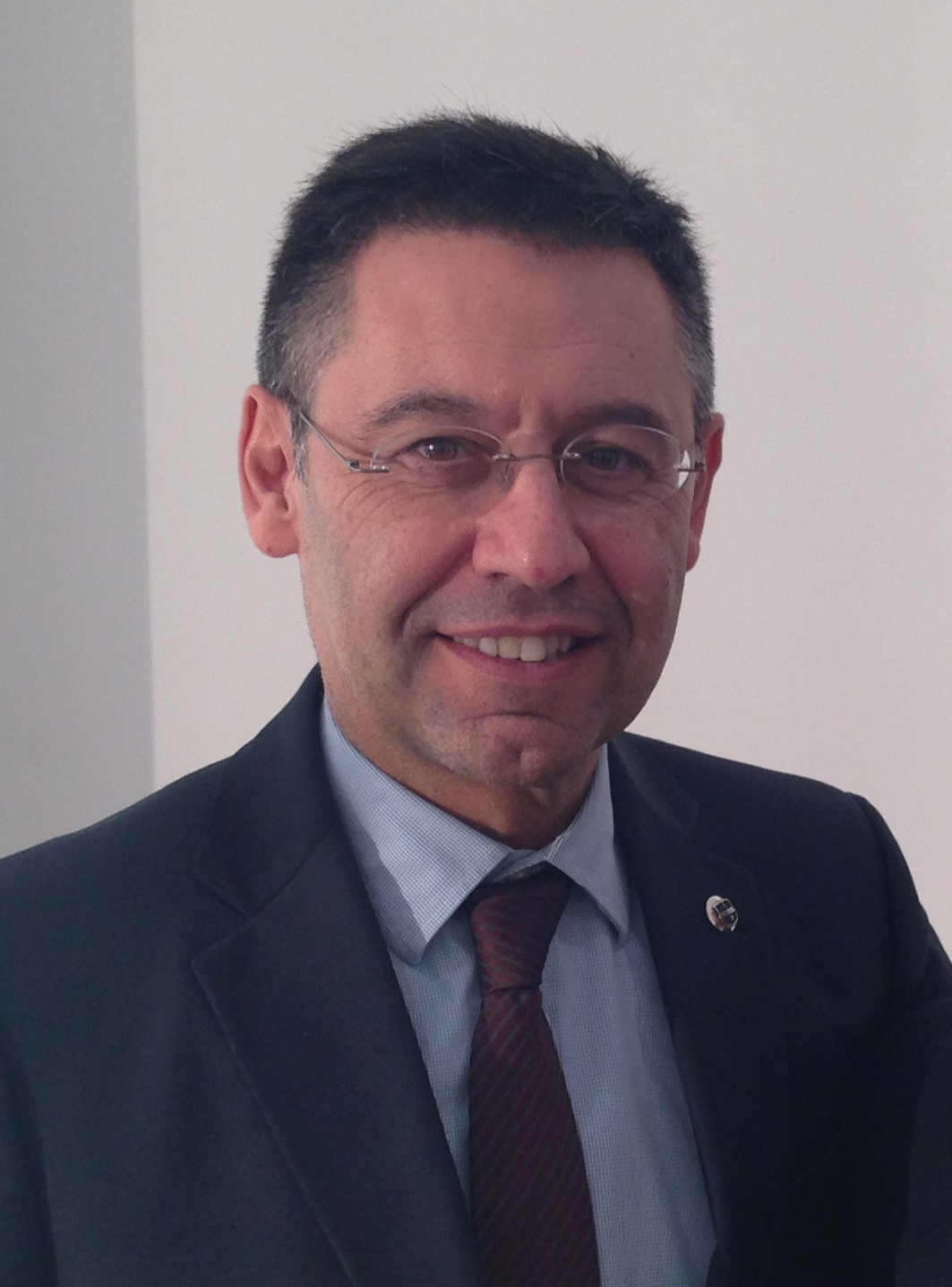
Josep Maria Bartomeu in 2015

Josep Maria Bartomeu i Floreta (Barcelona, 6 februari 1963) is een voormalig president van FC Barcelona.

## Loopbaan
Bartomeu kreeg in 2003 een functie binnen het bestuur van Joan Laporta bij FC Barcelona, waarbij hij als directeur verantwoordelijk was voor de basketbalafdeling. In 2005 stapte hij samen met onder anderen Sandro Rosell op uit onvrede over het beleid van Laporta. Bartomeu had vervolgens een bestuursfunctie bij de ADELTE Group en Equipo Facility Services. In 2010 keerde hij terug bij FC Barcelona, toen Bartomeu eerste vicepresident en verantwoordelijk voor sportzaken werd onder Rosell. Na het aftreden van Rosell vanwege dubieuze betalingen rondom het aankopen van Neymar, volgde Bartomeu hem in januari 2014 op als clubpresident. Begin 2015 schreef hij verkiezingen uit, die hij in juli van dat jaar won. Bartomeu kreeg 25.823 stemmen van de socios van FC Barcelona (54,63%), tegenover 15.615 voor Laporta, 3.386 voor Agustí Benedito en 1.750 voor Toni Freixa. Hiermee was hij voor zes jaar herkozen. In oktober 2020 is Bartomeu, na veel kritiek, opgestapt als president van FC Barcelona.
Bartomeu staat bij de fans en socios bekend als de man die de club ernstig heeft beschadigd en in grote mate heeft geschaad tijdens zijn termijn als president.